# Platz der Republik (Berlin)
Koordinaten: 52° 31′ 7″ N, 13° 22′ 21″ O
Der Platz der Republik liegt im Berliner Ortsteil Tiergarten des Bezirks Mitte im Regierungsviertel direkt vor dem Reichstagsgebäude. In unmittelbarer Nähe fließt die Spree. Der Platz ist fast vollständig mit Rasen begrünt und wurde mit kleinen Hecken verziert (genannt „Heckenbosquets“).

## Geschichte
Der Platz am Rande des Großen Tiergartens entstand um 1730 mit der nach Westen verlegten Berliner Zoll- und Akzisemauer und diente bereits unter König Friedrich Wilhelm I. als Exerzierplatz für die preußischen Soldaten; man nannte ihn Exerzierplatz vor dem Brandenburger Tor. Er wurde nach 1860 als Stadtplatz gestaltet und am 18. Dezember 1864 in Königsplatz umbenannt. Die neue Namensgebung gehe darauf zurück, dass auf diesem Platz „früher hier verschiedene Könige ihre Paraden abhielten“, wie in einem Berliner Adressbuch erläutert wird. Das 1884–1894 errichtete Reichstagsgebäude auf dem Königsplatz ersetzte das Palais des preußischen Grafen Atanazy Raczyński.

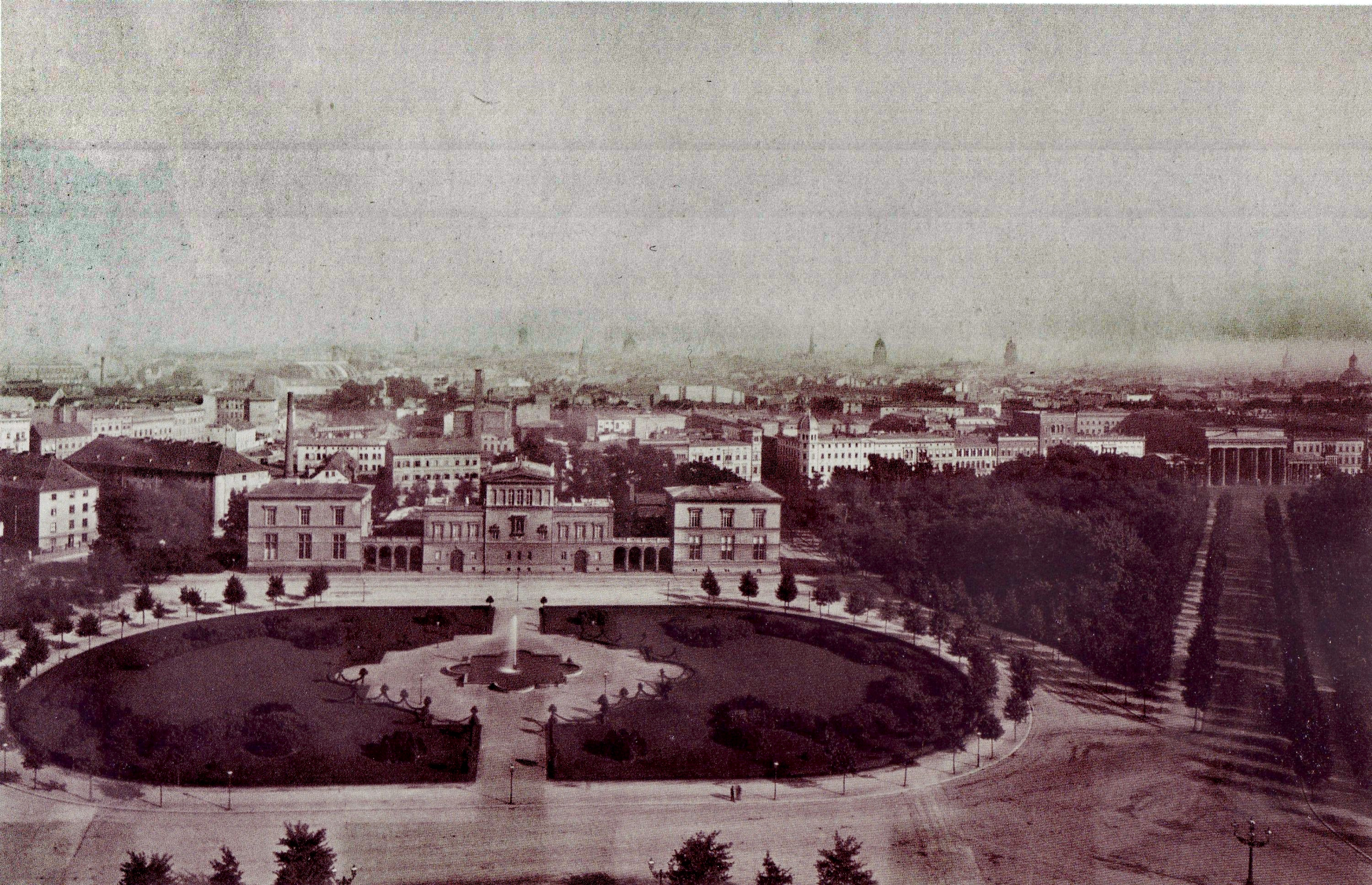
Königsplatz um 1880 mit dem Palais Raczyński; Aufnahme von der Siegessäule aus nach Osten; gleiche Perspektive
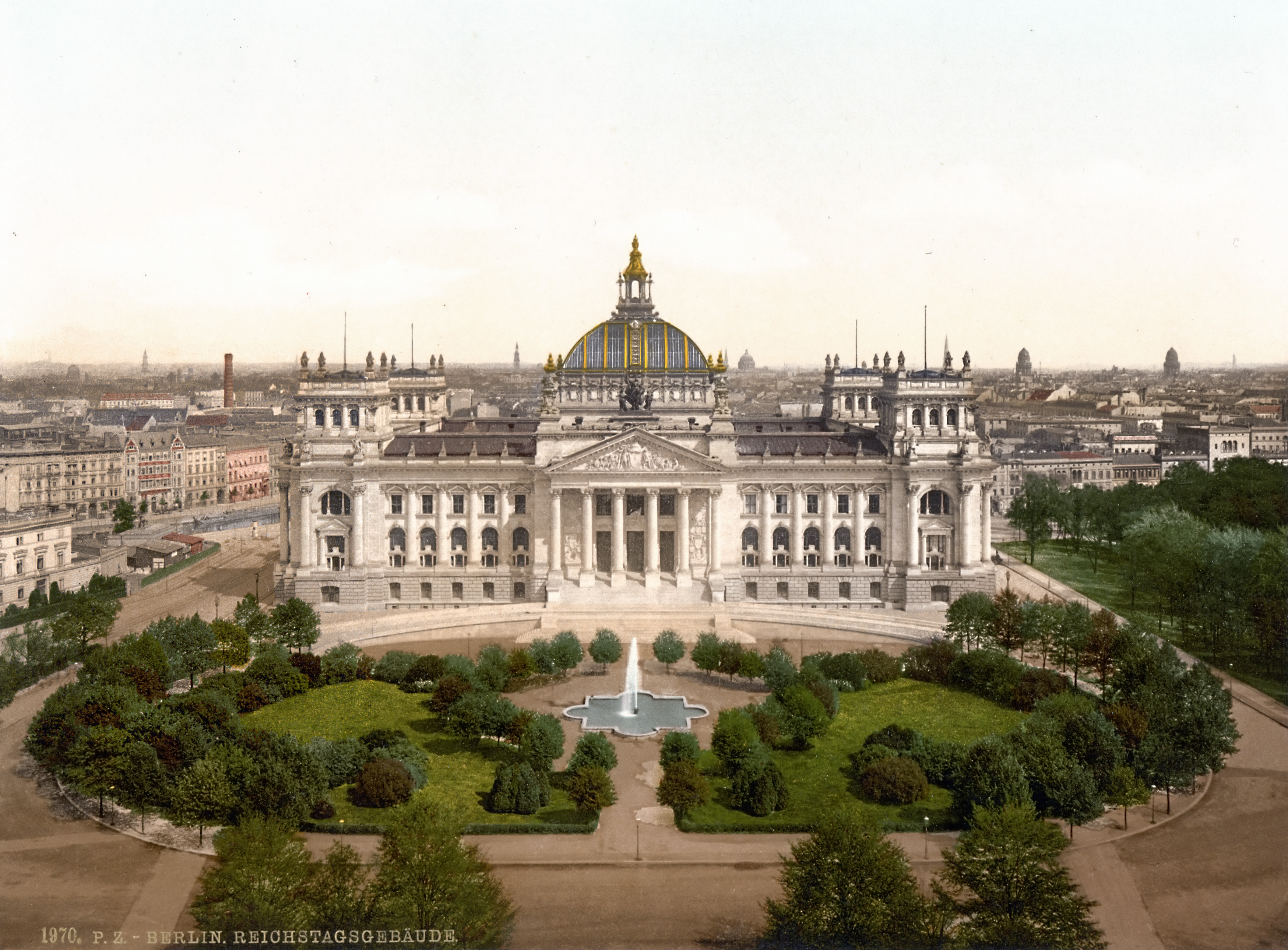
Königsplatz um 1894; mit dem neu errichteten Reichstagsgebäude

Im Jahr 1873 ließ der Berliner Magistrat in der Mitte des Platzes zur Erinnerung an die Schlachten von Düppel, Königgrätz und Sedan die Siegessäule errichten. Auf sie lief die unmittelbar vor Einweihung der Siegessäule angelegte Siegesallee von Süden her mittig zu; von Norden kam die Alsenstraße.

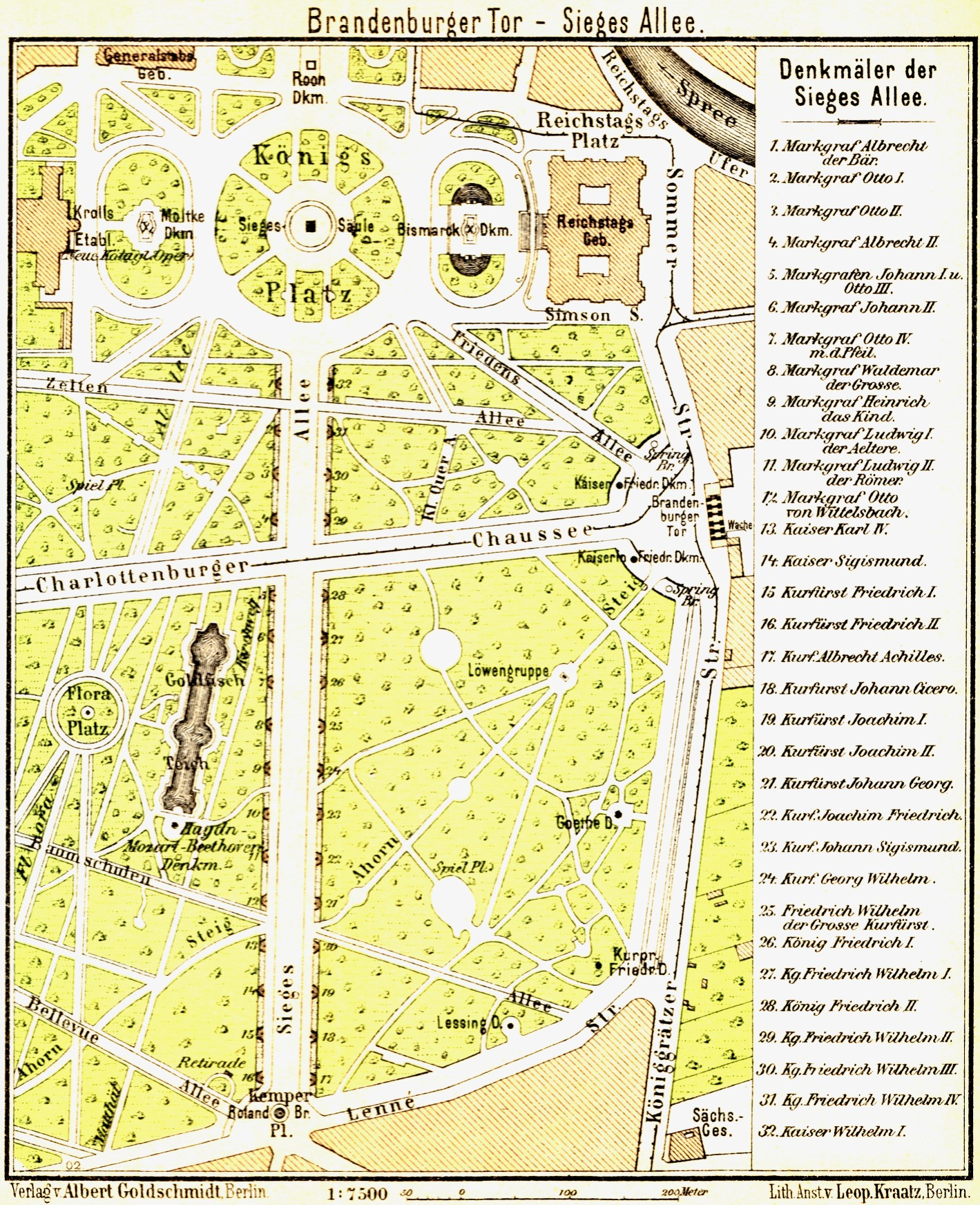
Karte von Königsplatz und Siegesallee, 1902

Des Weiteren befand sich an der Westseite die Kroll-Oper, an der nordwestlichen Ecke das Generalstabsgebäude und im nördlichen Bereich standen die Palais des Alsenviertels, von denen eines im 20. Jahrhundert erhalten geblieben ist und als Schweizer Botschaft genutzt wird.
Vor dem Reichstagsgebäude wurde 1901 das von Reinhold Begas geschaffene Bismarck-Nationaldenkmal enthüllt. Der Königsplatz erhielt aus diesem Anlass ein Mosaikpflaster und ein Rasenrondell mit mehreren Wegen zur im Zentrum platzierten Siegessäule.

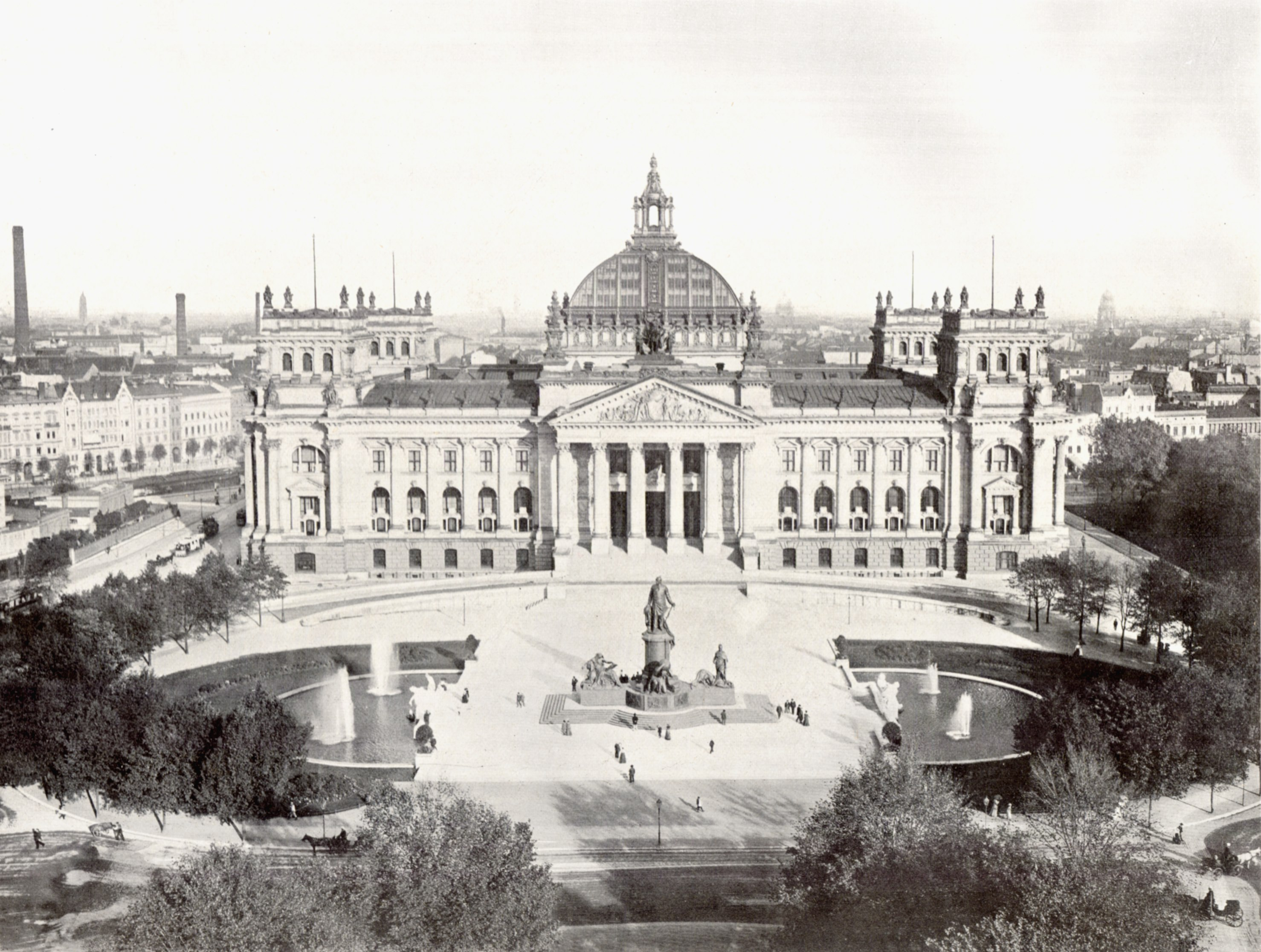
Königsplatz um 1900; mit dem neu errichteten Bismarck-Nationaldenkmal
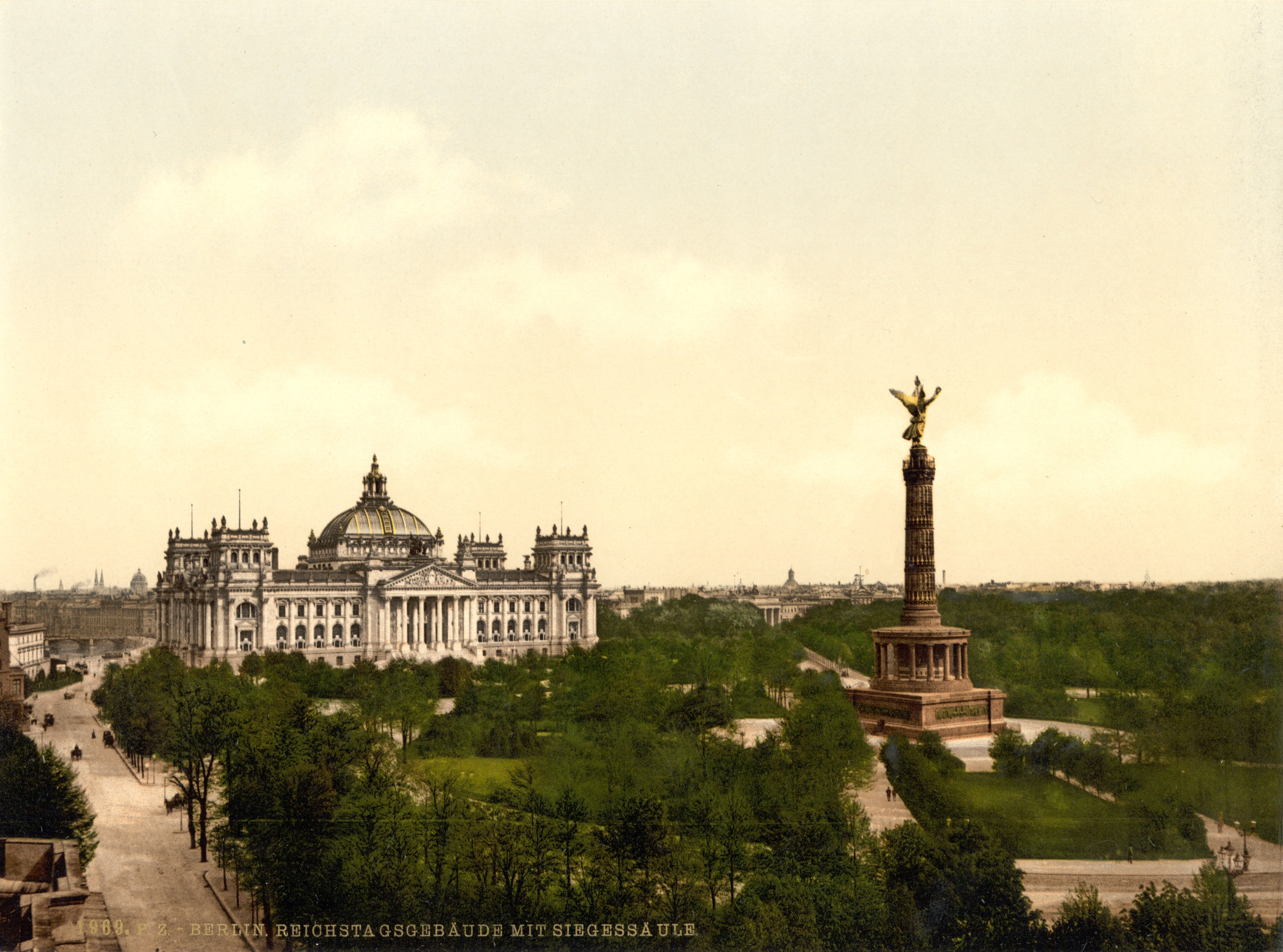
Königsplatz und Siegessäule um 1900

Ein Denkmal für den Kriegsminister Albrecht von Roon, ausgeführt von Harro Magnussen, ergänzte 1904 den Nordrand des Platzes. Dazu kam 1906 am Westrand des Platzes und damit auch vor dem Generalstabsgebäude ein weiteres, von Joseph Uphues hergestelltes, marmornes Denkmal, das den Generalfeldmarschall Moltke ehrte. Alle drei Denkmäler wurden 1938 an den nördlichen Rand des Großen Sterns versetzt, wo sie noch heute stehen – allerdings auf anderen Sockeln. Auch die Siegessäule wurde ab 1938 versetzt.
Während der Weimarer Republik – von 1926 bis 1933 – trug der Platz schon einmal seinen heutigen Namen, um die Abschaffung der Monarchie auch an diesem prominenten Ort zu dokumentieren. Mit der Machtübernahme der Nationalsozialisten wurde er in Königsplatz zurückbenannt.
Die letzten Kämpfe des Zweiten Weltkriegs fanden in der Berliner Innenstadt statt, in deren Folge das Reichstagsgebäude und der davor liegende Platz der Republik stark geschädigt wurden. Bei der Beseitigung der Kriegstrümmer wurden die Bomben- und Granatentrichter auf dem Platz auch mit Ruinenteilen zugeschüttet. Nachdem die Zeit des Nationalsozialismus beendet war, bekam er 1948 wieder den republikanischen Namen.
Am 9. September 1948 protestierten 300.000 Berliner auf dem Platz gegen die beginnende Spaltung Berlins durch die Blockade der Westsektoren und die gewaltsame Vertreibung der 1946 frei gewählten Stadtverordneten und Magistratsmitglieder aus dem Ostsektor durch die Sozialistische Einheitspartei Deutschlands (SED) und die sowjetische Besatzungsmacht. Der Berliner SPD-Führer Ernst Reuter hielt seine weltbekannt gewordene Rede „Ihr Völker der Welt […] schaut auf diese Stadt!“ Als nach der Kundgebung Teilnehmer eines Protestzuges zum Alliierten Kontrollrat auch den sowjetischen Sektor durchqueren wollten, erschoss unweit vom Brandenburger Tor ein Volkspolizist den 15-jährigen Schüler Wolfgang Scheunemann.
Ab dem Jahr 1961 verlief die Berliner Mauer wenige Meter hinter der Rückseite des Reichstagsgebäudes (Ostausgang des Gebäudes) als unmittelbare Grenze von West-Berlin nach Ost-Berlin. Die Grenze nahm dann ihren Verlauf über die Spree in Form einer Kontrollanlage des grenzüberschreitenden Schiffsverkehrs und setzte sich längs des Ostufers fort, wenngleich die Spree bis zum westlichen Ufer zu Ost-Berlin gehörte. Der dort kontrollierte Schiffsverkehr bestand fast nur aus polnischen Frachtschiffen und Schubverbänden mit polnischer Kohle für die Kraftwerke West-Berlins. Die Grenzkontrolleure suchten die Schiffe unter anderem auch unter Wasser von außen nach Flüchtlingen ab. Da die Mauer hinter dem Reichstag in diesen Schiffsgrenzübergang mündete, befand sich auf westlicher Seite am Ufer der Spree eine Tafel zum Andenken an Personen, die beim Versuch, in den Westen zu flüchten, erschossen worden waren. Diese Tafel erhielt nach der politischen Wende einen neuen Standort zwischen dem Reichstag und dem Brandenburger Tor.
Infolge seiner damaligen Nähe zur Berliner Mauer befand sich der Platz in ruhiger Lage mit wenig Straßenverkehr. Die große Wiese war wie der Tiergarten an Wochenenden als Naherholungsgebiet und vor allem bei türkischstämmigen Berlinern als Grillplatz beliebt. Die Parkplätze an seinem Rand dienten werktags als Übungsgelände für Fahrschulen. Erst nach dem Mauerfall am 9. November 1989 verlor der Platz seine Randlage im geteilten Berlin. Wesentlich für eine Wiederbelebung war die Entscheidung, das Reichstagsgebäude zu sanieren und als Sitz des Deutschen Bundestages nach dem Regierungsumzug von Bonn nach Berlin wieder zu nutzen. Heute wie zu Zeiten des Kalten Krieges ist er eine Touristenattraktion.
In der Nacht vom 2. zum 3. Oktober 1990, um Mitternacht wurde anlässlich der deutschen Wiedervereinigung auf dem Platz der Republik die Fahne der Einheit gehisst, die seitdem Tag und Nacht weht (nachts wird sie angestrahlt) und mit 6 m × 10 m wahrscheinlich die größte Bundesflagge ist.
In den Jahren 1996 und 1997 fand zur kompletten Gestaltung des Regierungsviertels ein international ausgeschriebener Wettbewerb zur Neugestaltung der Freiflächen im Regierungsviertel statt. Nachdem eine Jury mehr als 300 eingereichte Konzepte in zwei Phasen beurteilt hatte, erhielten je ein Landschaftsarchitekturbüro aus Berlin Lützow7 (Platz der Republik) und aus Solothurn Weber und Saurer (Spreebogenpark) einen ersten Preis. Die zugrunde liegenden Konzepte konnten von 1998 bis 2009 realisiert werden. Nach dem Entwurf der Berliner Landschaftsarchitekten erfolgten auch die Neuanlage des Friedrich-Ebert-Platzes mit Spreetreppe, das Bürgerforum zwischen Kanzleramt und Haus der Parlamentarier, die Skulpturenwiese sowie der Hafenplatz in der Umgebung des Hauses der Kulturen der Welt. Der Entwurfsgedanke zu den genannten Freianlagen, Plätzen und Promenaden war, dem Ort des Souverän, des Volkes, durch einen angemessen und vielseitig nutzbaren grünen Platz, in formaler Strenge aufgespannt zwischen dem Reichstagsgebäude als Sitz des Deutschen Bundestages und der Kongresshalle als Repräsentanz der Kulturen der Welt, Ausdruck zu verleihen. Die Solitärbäume des Tiergartens „springen“ gleichsam auf die freie Platzfläche und „stören“, gemischt in Sorten und Habitus, Pluralität symbolisierend die auf das Parlament ausgerichtete Strenge der Komposition. Forum und Platz der Republik sind gewidmete öffentliche Grün- und Erholungsanlagen mit einer Größe von vier Hektar.

## Ereignisse
- Auf dem Platz der Republik veranstalteten rund 300.000 Teilnehmer im Herbst 1948 eine Protestkundgebung gegen die Berlin-Blockade, auf der Oberbürgermeister Ernst Reuter eine eindringliche Rede hielt.
- Barclay James Harvest spielten am 30. August 1980 gratis beim Concert for The People vor 175.000 Zuschauern.[4]
- Vom 7. bis 8. Juni 1987 fand auf dem Platz der Republik das Concert for Berlin statt, bei dem u. a. David Bowie, Eurythmics und Genesis auftraten.[5] In Ost-Berlin, wo sich am Brandenburger Tor hunderte Jugendliche einfanden, um das Konzert zu hören, kam es zu spontanen Protestkundgebungen, gegen die die Polizei mit Gewalt vorging.[6]
- Michael Jackson gab 1988 während seiner Bad World Tour ein Freiluftkonzert auf dem Platz der Republik.
- Im Jahr 1995 war der Platz der Republik Pilgerort für Menschen aus aller Welt, als die Reichstagsverhüllung nach Plänen von Christo und Jeanne-Claude hier stattfand.
- Am 22. Juli 2005 stürzte hier ein Ultraleichtflugzeug vom Typ Platzer Kiebitz, das von einer Privatperson gesteuert wurde, nur wenige Meter vom Reichstagsgebäude entfernt ab. Dabei kam der aus einem Berliner Vorort stammende Pilot ums Leben. Ein Terroranschlag wurde ausgeschlossen. Die Polizei ging nach Abschluss der Ermittlungen von einem Suizid aus. Die Sicherheit wurde daraufhin innenpolitisch heftig diskutiert. Kurze Zeit galt innerhalb des Berliner S-Bahn-Ringes ein komplettes Flugverbot, das aber nach großem Protest aus der Bevölkerung aufgelockert wurde. So wurde es sogar dem Fesselballon am Potsdamer Platz verboten, aufzusteigen, ebenso waren Rundflüge mit historischen Maschinen ausgeschlossen.

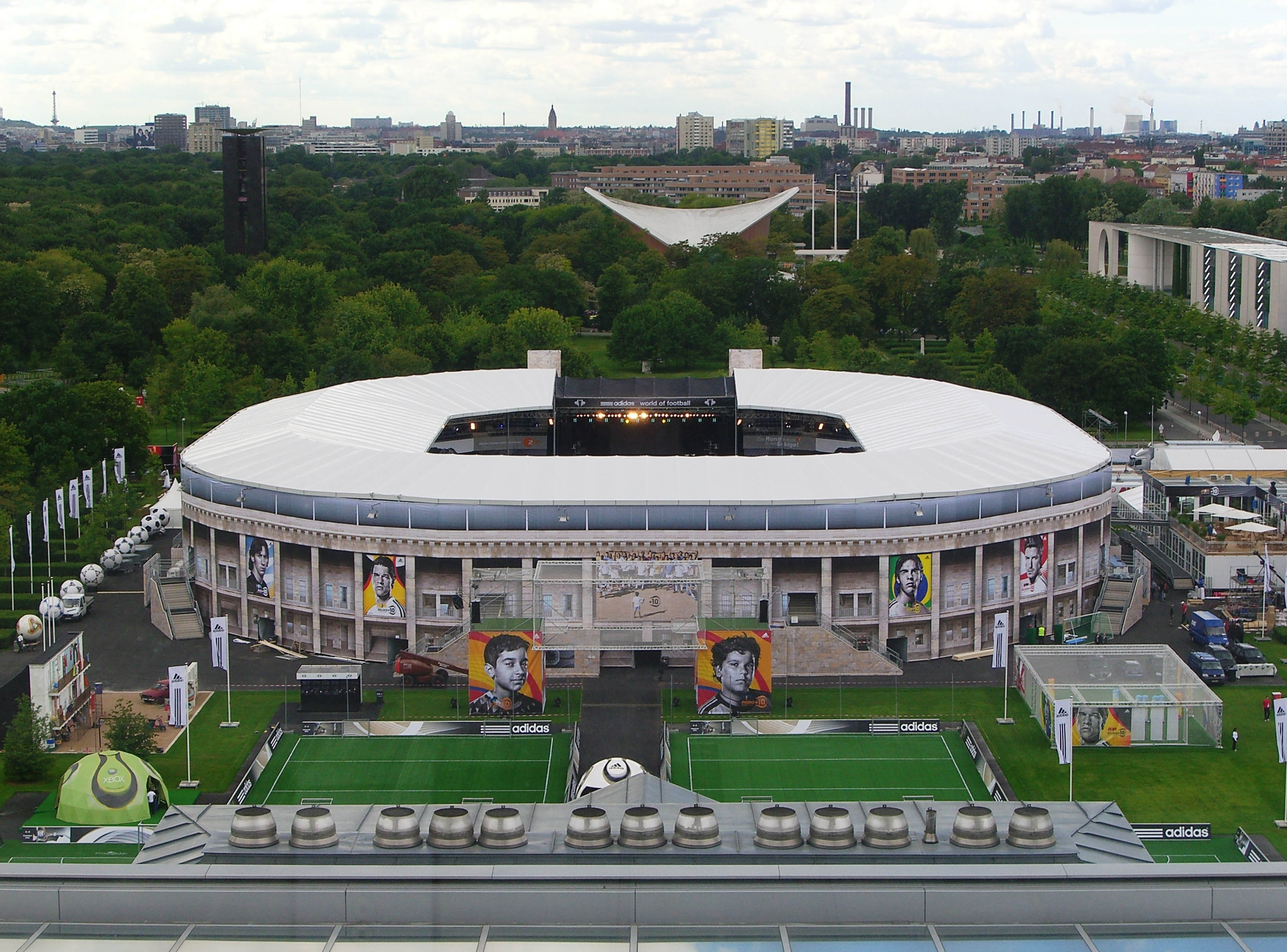
Adidas Arena auf dem Platz der Republik, 2006

- Im Vorfeld der Fußball-Weltmeisterschaft 2006, im April 2006, erhielt der Platz der Republik eine Asphaltdecke, teilweise mit Kiesunterlage. Damit konnte darauf die Adidas World of Football, eine Miniaturausgabe des Berliner Olympiastadions, errichtet werden. Nach dem Ende der Weltmeisterschaft und der Demontage des Stadions ließ der Sportbekleidungshersteller die Grünfläche auf seine Kosten wieder in ihren vorherigen Zustand versetzen. Zu diesem Zweck wurden unter anderem im gesamten Bundesgebiet Bäume gesucht, die nach Art, Größe und Aussehen den gefällten entsprachen. Am 21. November 2006 wurde der wiederhergestellte Platz der Republik der Stadt Berlin übergeben. Über die genauen Gesamtkosten der Instandsetzung machte Adidas keine Angaben.